# Облога Левкади
Облога Левкади – бойові дії римлян у 197 р. до н.е. по захопленню одного з Іонічних островів.

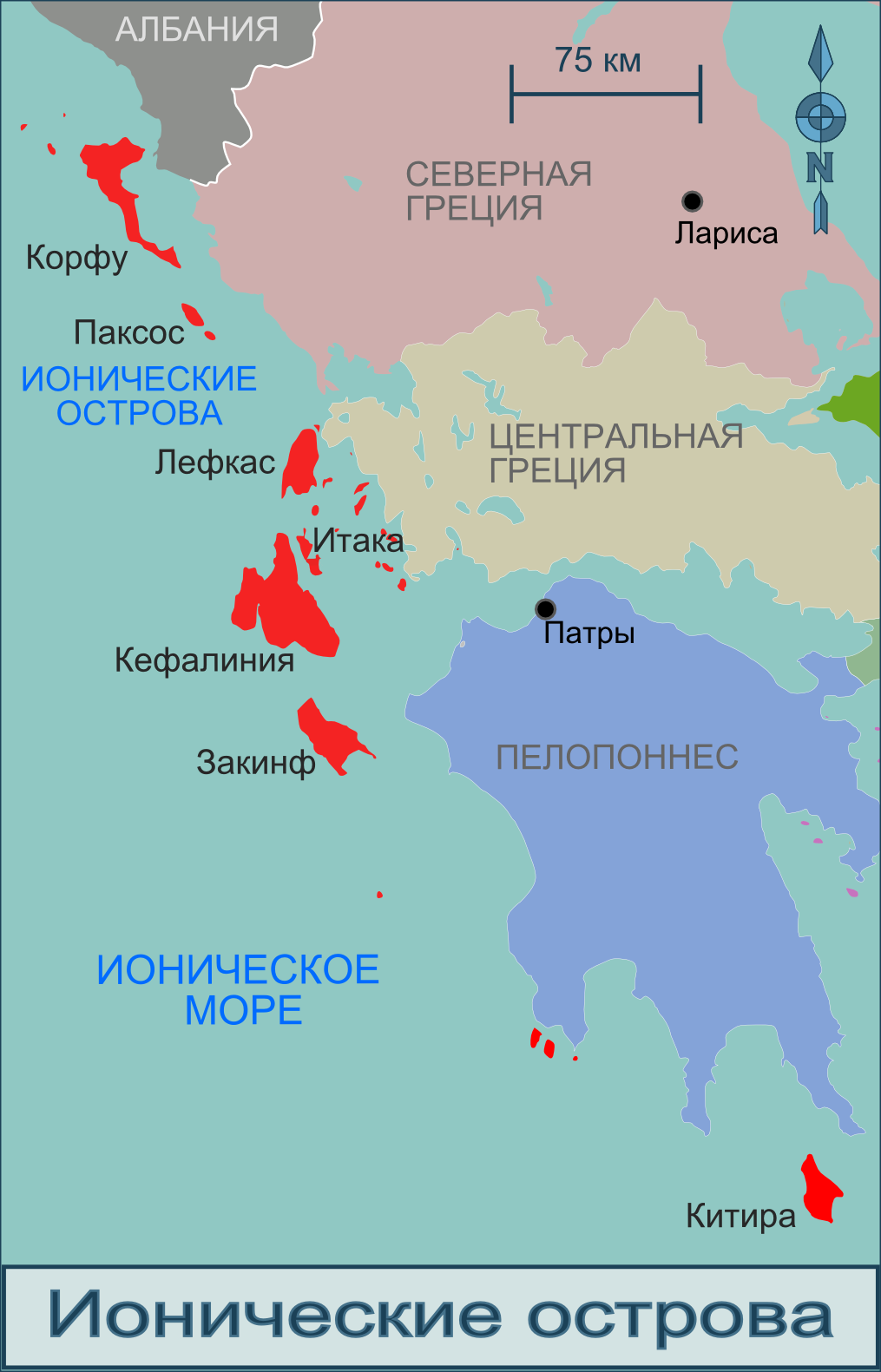
Карта Іонічних островів

Незадовго перед битвою при Кінскефалах, котра вирішила долю Другої Македонської війни, на стороні македонського царя Філіппа V залишалась лише одна грецька область – Акарнанія. Щоб відірвати її від союзу з ворогом, римський легат Луцій Квінкцій Фламінін вирушив з острова Керкіра проти міста Левкада, котре знаходилось біля акарнанського узбережжя. Воно розташовувалось на однойменному півострові (зараз – острові, штучно відділеному від материка), доступ на який існував по вузькому перешийку шириною біля 40 метрів та довжиною 150 метрів. Втім, оточуюче море було настільки мілке, що не створювало суттєвих перешкод для атаки на місто. 
Разом з своїм військом Луцій Квінкцій привіз із Керкіри різноманітні облогові пристрої та машини. На місці почали готувати навіси та башти, а до мурів Левкади підвели тарани. Через якийсь час підкопані та пошкоджені таранами стіни впали одразу в кількох місцях. Втім, захисники міста відважно бились у проломах та відновлювали мури – за твердженням Лівія, швидше вони захищали стіни, аніж стіни їх.
Облога могла б тягнутись довго, проте якісь вигнанці з Італії, які жили у Левкаді, впустили римлян до акрополя, котрий знаходився на горі над містом. Звідти нападники рушили до міста та вступили у бій з левкадійцями, котрі зібрались на форумі. Тим часом інші загони увійшли до Левкади, подолавши мури за допомогою драбин, а також через проломи. Частина захисників була перебита, а інші здались.
Через кілька діб після цього прийшла звістка про перемогу при Кіноскефалах, після чого вся Акарнанія підкорилась Луцію Квінкцію.